# Alberto Frattini
Alberto Frattini (Firenze, 29 marzo 1922 – Roma, 2007) è stato un critico letterario, poeta e saggista italiano.

## Biografia
Si laurea in Lettere moderne nel 1944, con Pietro Paolo Trompeo, discutendo una tesi su Leopardi, e in Filosofia nel 1946; dal 1959 insegna Storia della letteratura italiana moderna e contemporanea presso l'Università di Roma.
Nel 1954 e nel 1956, con la rivista letteraria Il fuoco, promuove il primo e il secondo convegno sulla giovane poesia italiana; nel 1961 fonda il "Centro Studi di poesia italiana e straniera", presieduto da Francesco Flora. Si occupa principalmente di Leopardi e di poesia contemporanea.
All'attività di insegnante e critico letterario alterna quella di poeta; nel 1977 riceve il Premio Camposampiero per la poesia.
Critico letterario, poeta e saggista, dirige la rivista Poesia nuova e collabora con vari periodici: da La Fiera Letteraria all'Osservatore Romano, dalla Nuova Antologia al Messaggero, da Convivium a Idea, da Humanitas a L'Italia che scrive.
È stato corrispondente per l’Italia del "Centre international d’études poétiques" di Bruxelles. Ha collaborato alla stesura di varie voci per l'Enciclopedia Treccani.
È il padre di Franco Frattini, consigliere di Stato, ex Ministro della funzione pubblica (2001-2002) ed ex Ministro degli affari esteri (2002-2004) nei governi Berlusconi.

## Opere (parziale)

### Saggistica
- Alberto Frattini, Studi Leopardiani, Pisa, Nistri-Lischi, 1956.
- Alberto Frattini, Da Tommaseo a Ungaretti, Bologna, Cappelli, 1959.
- Alberto Frattini, Critica e fortuna dei Canti di G. Leopardi con altri studi e postille sulla critica leopardiana, Brescia, La Scuola, 1961.
- Alberto Frattini, La giovane poesia italiana, Pisa, Nistri-Lischi, 1964.
- Alberto Frattini, Neoclassicismo e Ugo Foscolo, Bologna, Cappelli, 1965.
- Alberto Frattini, Poeti Italiani tra primo e secondo Novecento, Milano, Istituto di Propaganda Libraria, 1967.
- Alberto Frattini, Poesia nuova in Italia tra ermetismo e neoavanguardia, Milano, Istituto di Propaganda Libraria, 1968.
- Alberto Frattini, Scoperta di Paesi (prose), Milano, Istituto di Propaganda Libraria, 1969.
- Alberto Frattini, Giacomo Leopardi, Bologna, Cappelli, 1969.
- Alberto Frattini, ai crepuscolari ai “novissimi”, Milano, Marzorati, 1969.
- Alberto Frattini, Critica, strutture, stile, Milano, Istituto di Propaganda Libraria, 1977.
- Alberto Frattini, Letteratura e scienza in Leopardi, Milano, Marzorati, 1978.
- Alberto Frattini, Poesia e regione in Italia, Milano, Istituto di Propaganda Libraria, 1983.
- Alberto Frattini, Introduzione a Giorgio Vigolo, Milano, Marzorati, 1984.
- Alberto Frattini, Giacomo Leopardi, Roma, Studium, 1986.

### Poesia
- Alberto Frattini, Salute nel miraggio, Roma, Edizioni di Storia e letteratura, 1965.
- Alberto Frattini, La sfida nel labirinto, Padova, Rebellato, 1982.
- Alberto Frattini, Stupendo enigma, Milano, Istituto di propaganda libraria, 1988.
- Alberto Frattini, Frattini / Leopardi, Roma, Ed. IL VENTAGLIO, 1991
- Alberto Frattini, Arcana spirale : poesie, 1943-1992, Caltanissetta, S. Sciascia, 1994.
- Alberto Frattini, Fili d'erba, prefazione di Mario Luzi, Caltanissetta, S. Sciascia, 2002.